# Chrono (série)
A série Chrono (クロノ) é uma franquia de jogos eletrônicos desenvolvida e publicada pela companhia Square Enix (anteriormente Square). Teve início em 1995 com o RPG Chrono Trigger, que deu origem a duas sequências, Radical Dreamers e Chrono Cross. Um anime promocional chamado Dimensional Adventure Numa Monjar e dois relançamentos de Chrono Trigger também foram produzidos. Os jogos receberam, em geral, análises críticas positivas.
A partir de 31 de março de 2003, o "Chrono Trigger" era o 12º lista dos jogos mais vendidos da Square Enix, com 2,65 milhões de unidades enviadas.  Chrono Cross  foi o dia 24, com 1,5 milhão de unidades. Em março de 2011, os dois jogos venderam mais de 5,3 milhões de unidades combinados.

## Jogos
1. Chrono Trigger
2. Radical Dreamers
3. Chrono Cross

### Outros jogos
Três títulos foram lançados para Satellaview em 1995. O primeiro foi Chrono Trigger: Jet Bike Special, um jogo de corrida de motos baseado no minigame do Chrono Trigger original.
Os outros dois títulos foram Chrono Trigger: Character Library e Chrono Trigger: Music Library, que incluem perfis dos personagens e monstros e a trilha sonora do jogo. Ambos foram incluídos como extras da versão de Chrono Trigger para PlayStation.

## Chrono Break
Chrono Break é uma marca registrada pela Square Co. em 2001. Chrono Brake no Japão e Chrono Break nos EUA.
A equipe estava interessada em desenvolver um novo jogo da série, contudo a Square não publicou mais notícias sobre o assunto e a marca americana Chrono Break foi finalmente liberada no dia 13 de novembro de 2003.

## Dimensional Adventure Numa Monjar
Um vídeo de anime promocional e humorístico foi criado com base em Chrono Trigger, usando personagens secundários do jogo. O vídeo foi exibido em julho de 1996 no festival japonês V-Jump.